# 4901 Ó Briain
4901 Ó Briain eller 1988 VJ är en asteroid i huvudbältet som upptäcktes den 3 november 1988 av de båda japanska astronomerna Masaru Arai och Hiroshi Mori vid Yorii-observatoriet i Japan. Den är uppkallad efter Dara Ó Briain.
Asteroiden har en diameter på ungefär 5 kilometer och den tillhör asteroidgruppen Levin.